# Fogkrém

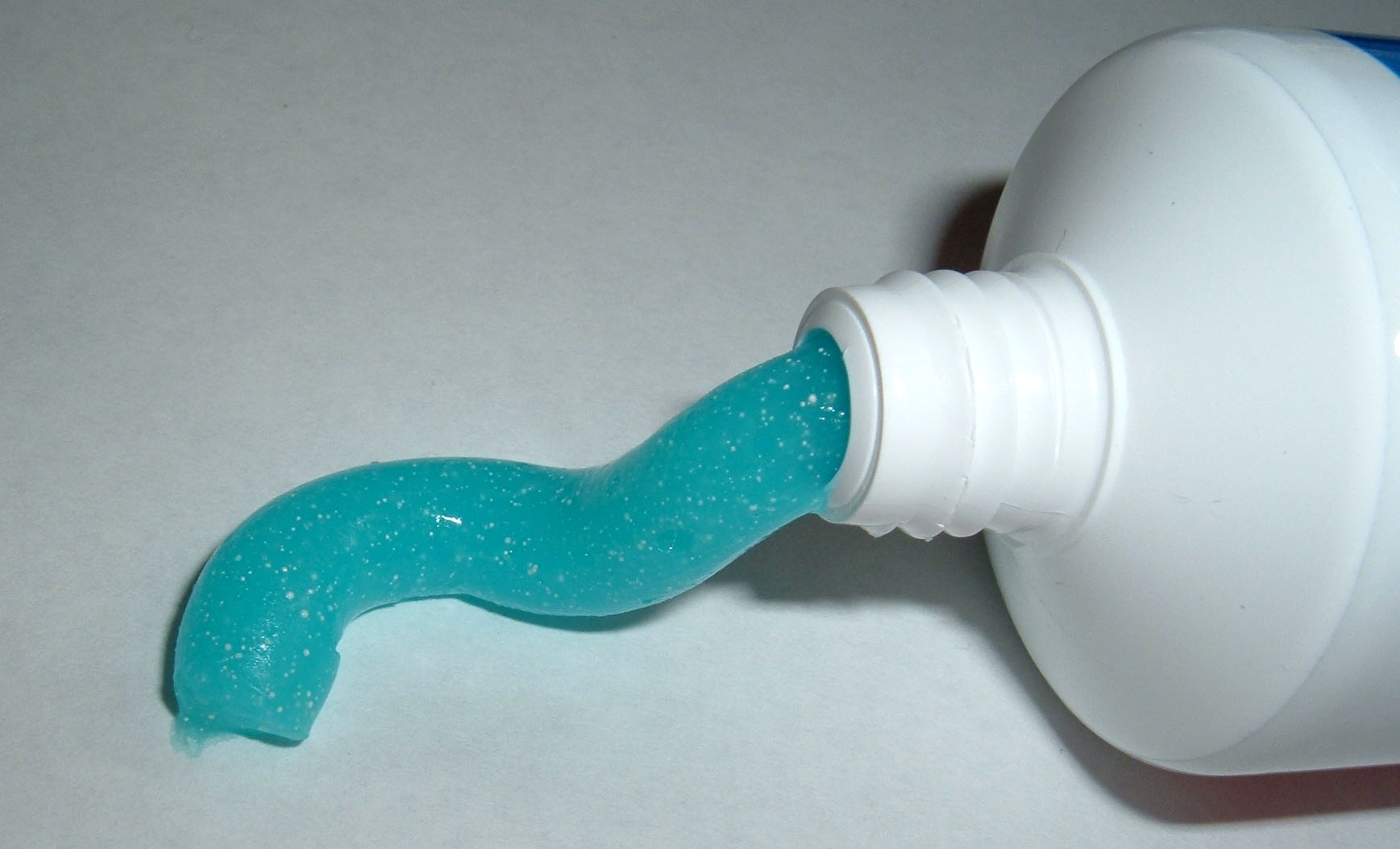
Géles fogkrém

A fogkrém vagy fogpaszta a fogak mechanikai tisztítását elősegítő anyagból áll. A paszta vagy gél formájú anyag elősegíti az ételmaradékok, a dentális plakk eltávolítását a fogak felszínéről, eltünteti vagy elfedi a rossz szájszagot. Ezenkívül különböző anyagokat bocsát ki (mint például fluoridok), melyek fogszuvasodást és ínybetegségeket megelőző hatásúak, hozzájárulva ezáltal a jobb szájhigiénéhez.

## Története
Már az ősember is tudta, hogy az apró szemcséjű anyagoknak dörzsölő hatásuk van. Így kezdetben különböző növények nedveit használhatta tisztításra. Az első feljegyzések, melyek a fogkrémet említik az ókori Egyiptomból valók. Ez egy sóból, fekete borsból, mentából és nősziromból álló por keverékét írja le. A rómaiak receptje emberi vizeleten alapult. Scribonius fogporreceptje a következő: égetett szarvasagancsport ammóniumsókkal kevert, hozzá mastixot és illatanyagot, illetve illatos olajat adott. A rossz szájszag elűzésére a Corpus Hippocraticumban is találunk egy receptet. 
A 19. század elejéig a fogkeféket általában csak vízzel használták. Az ekkor, általában otthon összekevert „fogkrémek” mészkövet, téglaport és sót tartalmaztak. Bikafalvi Máthé Domokos magyar fogorvos könyvében (A fogak és a száj ápolásáról) a rágást tartja a legjobb fogtisztítónak, mivel így nem maradnak a fogon az ételmaradékok. Ezenkívül az alkalikus fogpasztákat ajánlja.
A fogkrémet dr. Washington Sheffield fémtubusokba helyezte és mint Dr Sheffield’s Creme Dentifrice árulta. Az ő cégéből alakult ki a Colgate cég. Az első ma ismert fogpasztát Ottmar Heinsius von Mayenburg drezdai gyógyszerész állította össze 1907-ben.

## Tartalma
Egyes fogkrémekben triklozán nevű antibakteriális és gombaölő szert alkalmaznak, amelynek egészségügyi kockázatai lehetnek. A habzásért felelős az SLS (nátrium-lauril-szulfát), akadályozza a sebgyógyulást, károsítja a fogínyt, elősegítheti a fogszuvasodást.

## Lásd még
- szájhigiéné
- fogkefe
- fogselyem